# Твердість за Шором (метод відскоку)

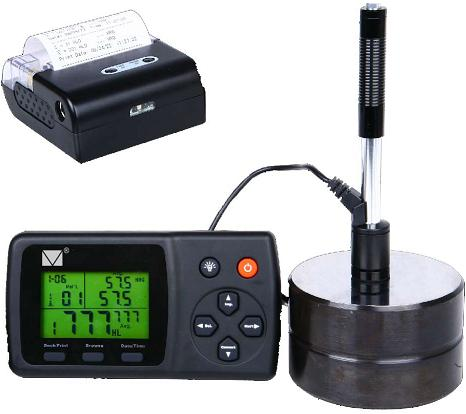
Універсальний електронний динамічний твердомір зі шкалою Шора (склероскоп)

Тве́рдість за Шо́ром — твердість матеріалу, що визначається під час падіння на нього із заданої висоти стандартного бійка і вимірюється в умовних одиницях за висотою його відскоку.

## Метод
Твердість за цим методом Шора оцінюється в умовних одиницях, що пропорційні до висоти відскоку бійка.
Метод і шкала запропоновані американським промисловцем і винахідником Альбертом Ф. Шором (англ. Albert F. Shore) у 1906 році.
Позначається HSx, де H — англ. Hardness, S — англ. Shore і x — латинська буква, що означає тип шкали, яка використовується при вимірюванні.
- Наприклад: 85HSD.

Метод не дає точних показів, оскільки висота відскоку бійка залежить не тільки від твердості випробуваного металу, але і від низки інших причин: від товщини зразка матеріалу, від величини шорсткості його поверхні, внутрішньої структури та ін. Однак цей метод, внаслідок його простоти та оперативності, часто застосовується в заводській практиці — переважно для швидкого контролю результатів термічної обробки сталевих виробів (гартування та відпуску). Він також дозволяє проводити вимірювання безпосередньо на готових виробах, великогабаритних деталях та криволінійних поверхнях.
Величина твердості за Шором не має точного методу переведення її у інші величини твердості чи міцності при розтягуванні.

## Шкали
Основні шкали методу Шора C і D.
Шкала приладу має 140 однакових поділок. Нормована висота відскоку бійка відповідає 100 поділкам. Ціна поділки повинна бути не більшою за одну одиницю твердості за Шором. Прилад для вимірювання твердості за Шором методом відскоку має назву — склероскоп.
У склероскопі моделі C висота падіння бійка h1 = 254 мм; висота відскоку h2 = 181,4 мм (відповідає 100 одиницям твердості за Шором).
У склероскопі моделі D висота падіння бійка h1 = 19,0 мм; висота відскоку h2 = 13,6 мм (відповідає 100 одиницям твердості за Шором).
Твердість за Шором для вуглецевої сталі наближено пов'язана з твердістю за Брінеллем і границею міцності при розтягуванні σb наступною залежністю:
{\displaystyle ~\mathrm {HB\approx 7\cdot HSD} }; {\displaystyle ~\mathrm {\sigma _{B}\approx 2,5\cdot HSD} }